# Protesty studenckie w maju 1946
Protesty studenckie w maju 1946 roku – manifestacje wyrażające niezadowolenie z polityki władz państwowych w Polsce, zapoczątkowane w Krakowie po zamieszkach w dniu 3 maja 1946 roku i aresztowaniach wśród studentów i uczestników pochodu z okazji święta. Odpowiedzią na nie był strajk studentów z Krakowa, Poznania, Wrocławia, Trójmiasta, Torunia i Warszawy i uczniów z Krakowa, Tarnowa, Chrzanowa, Jaworzna i Wieliczki. Przed sądem wojskowym w Krakowie w lipcu 1946 roku odbył się proces 12 oskarżonych osób, z których 3 uniewinniono, a pozostałe skazano na kary od 8 miesięcy do 5 lat. Efektem wydarzeń była likwidacja autonomii wszystkich uczelni poprzez powołanie Rady Szkół Wyższych.

## Historia
Obchody święta 3 maja w 1946 roku w Krakowie miały początkowo być zbliżone do uroczystości sprzed wojny, albo przynajmniej do zorganizowanych pierwszy raz po wojnie, czyli w 1945 roku. Wtedy po mszy świętej w kościele Mariackim przeszedł uroczysty pochód pod grób nieznanego żołnierza na Placu Matejki. Przygotowaniami zajął się z polecenia stojącego na czele Urzędu Informacji i Propagandy w Krakowie (WUIP) Adama Polewki Komitet Ścisły Obchodów 3 Maja z Jerzym Dobrzyckim jako przewodniczącym. Zgodnie z zaleceniami z Warszawy zaplanowano skromne obchody, bez pochodu, co spotkało się z krytyką ze strony PSL-u. Tymczasem na terenie Krakowa rozwieszono plakaty wydrukowane za zgodą Urząd Kontroli Prasy, Publikacji i Widowisk, na których zaplanowano wspólne przemarsze spod akademików i uczelni na mszę świętą w kościele Mariackim.
W dniu 3 maja funkcjonariusze UB zatrzymali na skrzyżowaniu ulicy Szewskiej i Jagiellońskiej grupę studentów Akademii Górniczej, którzy wraz ze sztandarem udawali się na nabożeństwo. Aresztowano przedstawicieli Stowarzyszenia Studentów (organizacji Bratniej Pomocy na AG). Spowodowało to poruszenie wśród studentów. Po mszy odśpiewano Boże coś Polskę ze zmienionym wezwaniem Ojczyznę wolną racz nam wrócić Panie. Po mszy zostało zablokowane przejście studentów ulica Grodzką, a gdy chcieli oni przejść w kierunku budynków UJ przez Rynek ponownie zatrzymano ich przy kamienicy numer 25, w której mieściła się siedziba KW PPR. O rozejście się poprosił rektor UJ Tadeusz Lechr-Spławiński oraz prezes Bratniej Pomocy UJ Jan Deszcz. Wtedy z gmachu zaczęto strzelać. Zostało rannych kilka osób, a według historyków była to prowokacja ze strony UB. Podstawą takiego założenia był fakt nieodnalezienia broni u żadnego ze studentów, jak również brak chęci wyjaśnienia podczas śledztwa kto strzelał. Funkcjonariusze UB już wtedy przeprowadzali aresztowania studentów często wyciągając ich z tłumu. Studenci podzielili się na kilka grup. Część wróciła samodzielnie do domu, a część w tym studenci AG wracała wspólnie. Po próbach rozbicia pochodu przez kawalerię niedaleko uczelni, część studentów wróciła w okolice Rynku. Tworzyły się grupy, które przemieszczały się ulicami wokół Plant. Duża grupa, która doszła pod siedzibę PSL na ulicy Basztowej, została rozbita przez wóz pancerny w okolicach ulicy Karmelickiej.
W trakcie zamieszek i po południu funkcjonariusze UB prowadzili aresztowania. Część aresztowanych przewożono do siedziby UB na Placu Inwalidów, a gdy po pacyfikacji II Domu studenckiego aresztowano 800 osób, zostali oni przewiezieni do koszar na Zakrzówku. Znalazło się tam (w zależności od źródeł) od 1400 do 1000 osób. Stopniowo ich zwalniano, a w czerwcu postawiono przed sądem wojskowym 12 osób. Po procesie, który odbył się w lipcu 1946 roku uniewinniono 3 osoby, a pozostałe zostały skazane na kary więzienia od 5 lat do 8 miesięcy. Nikt nie odsiedział całego wyroku, a S. Honisz skazany na 5 lat został uniewinniony.

### Sytuacja w innych miastach Polski
Obchody 3 maja zorganizowano w wielu miastach Polski. Na Dolnym Śląsku jedynie w Kłodzku zorganizowano pochód i doszło do starć z siłami porządkowymi. Demonstrację szkolną z udziałem kilku nauczycieli i dyrektorów zorganizowano także we Wrocławiu. Na Górnym Śląsku do walk z siłami UB doszło w Gliwicach, Katowicach, Bytomiu, Sosnowcu, Bielsku i Rybniku.
W Katowicach obchody tego święta zbiegły się z obchodzona dzień wcześniej 25 rocznica wybuchu III powstania śląskiego. Z tej okazji do miasta przyjechali powstańcy śląscy, którzy razem ze studentami i młodzieżą wzięli udział w odprawionej na Rynku mszy świętej. Po niej ruszył pochód w kierunku Parku Kościuszki, gdzie miał zostać odsłonięty pomnik patrona parku. Po zakończeniu tej uroczystości doszło do starć z milicją, która nakazał uczestnikom zwinięcie sztandarów i rozejście się. Według materiałów UB zgromadzeni posłuchali dopiero po oddaniu przez milicje kilku salw na postrach. Podczas paniki, która wtedy wybuchała zostało rannych kilka osób. Milicja aresztowała część manifestantów. Według relacji PSL funkcjonariusze UB pobili otaczających sztandar partii, a sam sztandar znieważyli i poszarpali. W Bytomiu planowany pochód z okazji 25 rocznicy wybuchu powstania został odwołany. Gdy 3 maja po nabożeństwie uformował się na ulicy Chrobrego pochód milicja zaczęła strzelać i przeprowadzać aresztowania uczestników. Manifestacje trwały od 10-14 po południu. Zgromadzeni śpiewali Rotę i hymn oraz według dokumentów UB wznosili okrzyki na cześć Mikołajczyka. W Gliwicach po nabożeństwie z udziałem pocztów sztandarowych organizacji i młodzieży akademickiej uformował się pochód. Po informacjach ze strony milicji o zakazie jego organizowana demonstranci omijali zakaz i blokady skręcając w boczne ulice. Milicja strzelała na postrach, a zaplanowana akademia nie odbyła się ponieważ oprócz przedstawicieli partii robotniczych i UBP nikt nie przyszedł. Według danych komitetu wojewódzkiego PPR liczba uczestników wyniosła 10 tysięcy. Byli to głównie studenci Politechniki, nauczyciele, uczniowie, pocztowcy i kolejarze. W Sosnowcu po nabożeństwie udało się zorganizować pochód, a zamieszki i starcia z milicją trwały do godzin popołudniowych. W Rybniku w pochodzie wzięło udział około 8 tysięcy osób. Milicja rozbijała go jeżdżąc motocyklem. Doszło do aresztowań, a podczas starć został uszkodzony sztandar Stronnictwa Demokratycznego, a jego drzewce zostało złamane.
W Małopolsce w większości miejscowości odbyły się obchody, ale w żadnym z nich, poza Tarnowem i Nowym Sączem milicja nie dopuściła do organizacji pochodów.
W Łodzi 3 maja po nabożeństwie w katedrze uformował się pochód, który chciał przejść w kierunku placu Wolności. Spotkali się z kontrmanifestacją robotników. Podczas starć padły strzały w kierunku Komitetu Wojewódzkiego PPR. Ranne zostały 2 osoby. Starcia zostały zakończone interwencją milicji, która według informacji UB aresztowała 17 osób, głównie studentów. Tymczasem podziemne pismo Stocznia poinformowało, że aresztowano 100 osób, z których 80 zwolniono. Pozostałe osoby zostały oskarżone. Dodatkowo podała informację o jednej osobie zabitej i kilku rannych. Fakt śmierci potwierdza opis manifestacji w memoriale młodzieży akademickiej, który został przesłany do rektora Uniwersytetu Łódzkiego Tadeusza Kotarbińskiego.
We Włocławku i Inowrocławiu milicja użyła broni, a w Warszawie aresztowano prezesa Bratniej Pomocy Politechniki Warszawskiej.

## Strajki
Strajk absencyjny od 4 maja rozpoczęli w Krakowie nie tylko studenci, ale również uczniowie krakowskich szkół średnich. Jak podają historycy 8 maja strajkowało 400 szkół, a akcją kierował Międzyszkolny Komitet Strajkowy w Krakowie. Jednak zarówno przedstawiciele Bratnich Pomocy, jak też kardynał Sapieha nie poparli strajku uczniów wzywając ich do powrotu do nauki. 11 maja kuratorium wydało zarządzenie, że wszyscy, którzy nie przyjdą do szkoły 12 maja zostaną usunięci i będą musieli ponownie starać się o przyjęcie. W maju strajki młodzieży wybuchały w Wieliczce, Chrzanowie, Bochni, Brzesku i Tarnowie. Były krótkotrwałe i kończyły się po aresztowaniach i groźbach zamknięcia szkół.
Strajki studentów w Krakowie trwały do 20 maja.
13 maja w stolicy Dolnego Śląska studenci rozpoczęli strajk solidarnościowy z Krakowem, a dzień później dołączyła do nich młodzież szkolna. Kilka dni później został zorganizowany duży strajk studentów Politechniki w Gliwicach. Strajki odbyły się również w Maczkach i Katowicach.

## Skutki protestu
Wydarzenia były okazją do ataku na inteligencję. W pierwszych komunikatach, podanych niedługo po zajściach, zarzucono młodzieży akademickiej "strzelanie do robotników". W zakładach pracy organizowano spotkania potępiające zajścia i nawołujące do zmiany sytuacji na uczelniach. Masówki miały odbyć się 5 maja między innymi w takich krakowskich zakładach jak: Elektrownia Miejska, Solway, Krakowska Fabryka Kabli czy cegielniach w Łagiewnikach i Bonarce. Podczas spotkań miano podejmować rezolucje potępiające zachowanie młodzieży, chociaż wywiad WiN informował, że robotnicy solidaryzowali się z młodzieżą jako przykład podając fabrykę Zieleniewskiego, gdzie przy "pierwszej takiej próbie robotnicy ostentacyjnie opuścili zebranie". Żądanie oczyszczenia uczelni z „elementów zbrodniczych" wystosowała również Akademicka Centralna Komisja Porozumiewawcza Organizacji Młodzieżowych w Warszawie. Odpowiedzią na te i inne protesty było powołanie dekretem z 17 maja 1946 roku Rady Szkół Wyższych z Włodzimierzem Sokorskim na czele, której zadaniem było czuwanie nad demokratycznym charakterem polskich uczelni. W praktyce było to zniesienie autonomii uczelni.